# Benes-rétláp
Csíkverebes délnyugati határában, az Olt baloldali árterületén található a Benes-rétláp.

## Leírás
Csíkverebes régen híres volt borvízéről, a falu területén és határaiban is számos jótékony, bő hozamú forrás tört fel. A település délnyugati határában alakult ki a  Benes-rétláp, melyet az ott feltörő források táplálnak.  Az Alcsíki medence rétlápjai közül a legnagyobb területtel rendelkező eutróf láp 650 méter magasságban, 14 hektár területen fekszik, jelentős természetvédelmi terület.  Az 1950-es években még 80 hektár volt a láp területe, mely jelentősen lecsappant az 1977-ben végzett árkolási, lecsapolási munkálatok során. A beavatkozás következtében elpusztult a lápban élő mocsári kőtörő és a békaszőlő. 
Jelenleg megtálálható, növény ritkaságok a Benes rétlápban a taréjos pajzsika, a törpe nyír, a gyíkvirág, a kék csatavirág, a szibériai hamuvirág, a vidrafű és a tőzegeper. Hargita megyében csak itt és a Varsavész lápban találhatjuk meg a  lilás-rózsaszín virágú lisztes kankalint.